# Waldemar Magunia

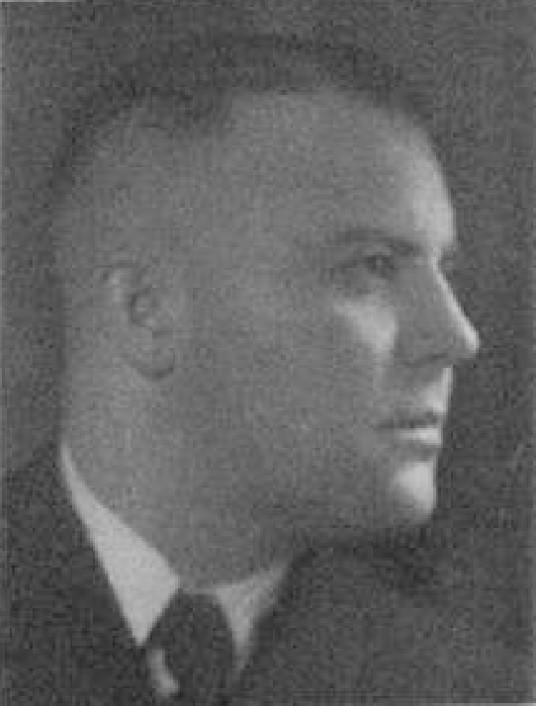

Waldemar Magunia (ur. 8 grudnia 1902 w Królewcu, zm. 16 lutego 1974 w Oldenburgu w Holsztynie) – wysoki działacz NSDAP i SA, generalny komisarz okręgu kijowskiego Reichskommissariat Ukraine.
Z zawodu mistrz piekarski, był członkiem Freikorpsu. Do NSDAP wstąpił w czerwcu 1921. W 1933 został posłem do Reichstagu oraz przewodniczącym Izby Rzemieślniczej Prus Wschodnich.
W latach 1937–1941 był okręgowym przewodniczącym Deutsche Arbeitsfront (DAF) we Prusach Wschodnich. Od sierpnia 1941 do stycznia 1942 kierował niemiecką administracją państwową w Okręgu Białostockim. Od 14 lutego 1942 objął stanowisko generalnego komisarza okręgu kijowskiego Reichskommissariat Ukraine, na którym działał do wyzwolenia Kijowa przez wojska radzieckie w listopadzie 1943.
Po 1945 był dyrektorem fabryki w Oldenburgu w Holsztynie.